# PPS-1350

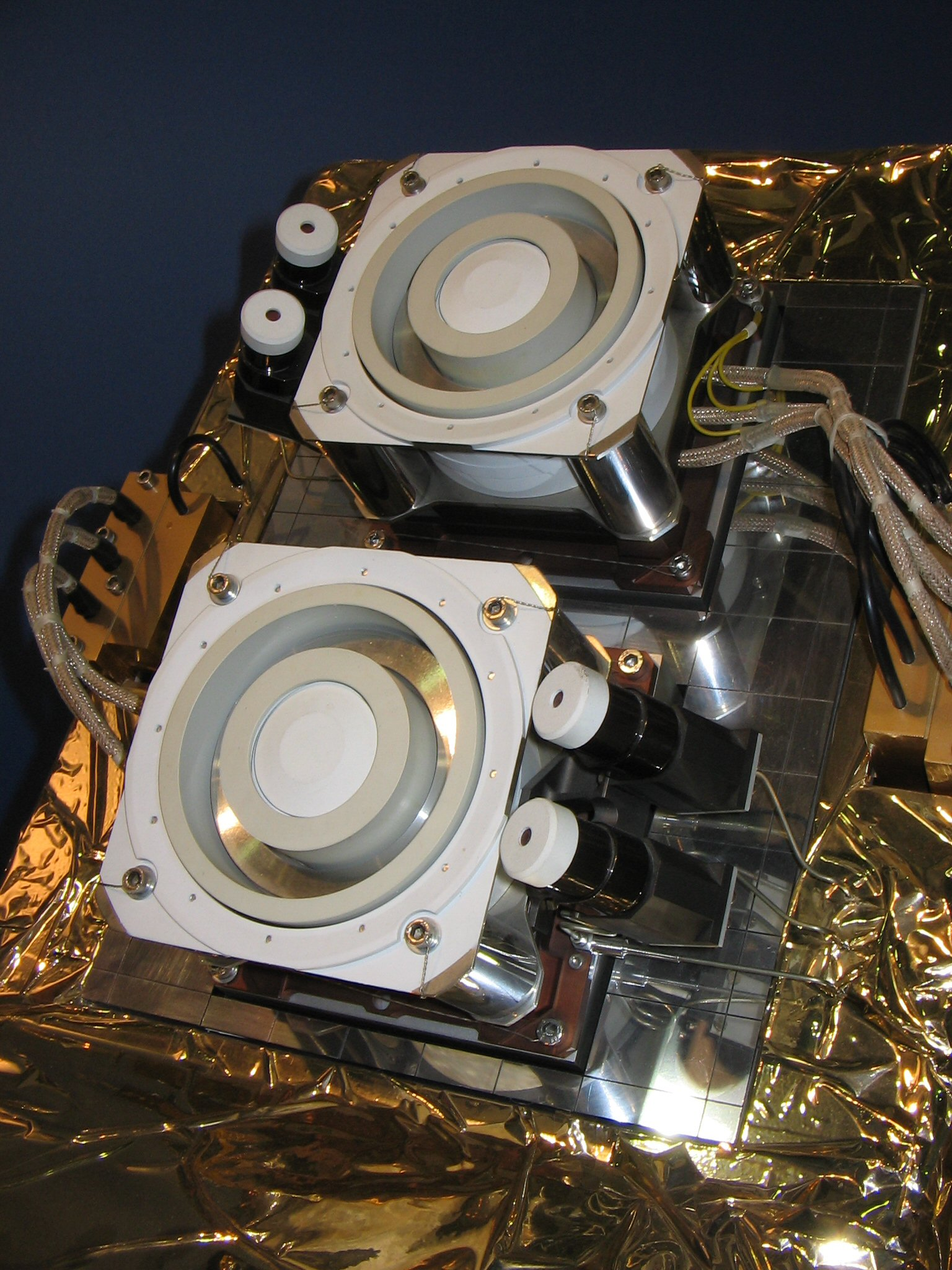
Deux Snecma PPS 1350 au Salon du Bourget 2007

Le PPS-1350 est un propulseur à effet Hall produit par Snecma. Le PPS1350 est issu du SPT-100 mis au point par Fakel (Kaliningrad, Russie), dont il reprend la plupart des éléments de construction avec des performances identiques.
Il a été utilisé sur la sonde européenne SMART-1 dans le but de valider la technologie de la propulsion électrique, ainsi que sur les satellites géostationnaires de télécommunications Inmarsat-4A F4 et Hispasat AG1.

## Principales caractéristiques
Ses principales caractéristiques sont : 
| Paramètre                                               | Valeur          |
| ------------------------------------------------------- | --------------- |
| Puissance nominale                                      | 1 500 W         |
| Poussée                                                 | 90 mN           |
| Impulsion spécifique                                    | 1 660 s         |
| Impulsion totale                                        | 3,4×106 N·s     |
| Courant de décharge                                     | 4,28 A          |
| Nombre de cycles                                        | 7 300           |
| Rendement                                               | 55 %            |
| Tension d'alimentation                                  | 350 V           |
| Pression d'alimentation en xénon                        | 2,50 à 2,80 bar |
| Masse (2 systèmes de contrôle du débit de xénon inclus) | 5,30 kg         |